# Мовленнєвий акт
Мовленнєвий акт (МА) — цілеспрямована мовленнєва дія, що здійснюється згідно з принципами і правилами мовленнєвої поведінки, прийнятими в даному суспільстві; мінімальна одиниця нормативної соціомовленнєвої поведінки, що розглядається в межах прагматичної ситуації. Оскільки мовленнєвий акт — це вид дії, то при його аналізі використовуються по суті ті ж категорії, які необхідні для характеристики і оцінки будь-якої дії: суб'єкт, мета, спосіб, інструмент, засіб, результат, умови, успішність тощо. Залежно від обставин або від умов, в яких здійснюється мовленнєвий акт, він може або досягти поставленої мети і тим самим виявитися успішним, або не досягти її. Щоб бути успішним, мовленнєвий акт як мінімум повинен бути доречним, інакше його супроводжує комунікативна невдача.
Основними рисами МА є інтенціональність, цілеспрямованість і конвенціальність.
МА завжди співвіднесені з особою мовця і є складовою комунікативного акту поряд з актом адитивним (тобто комунікативною дією слухача) і комунікативною ситуацією.
Відкриття мовних актів перевертало класичну позитивістську картину співвідношення мови і реальності, відповідно до якої мові наказувало описувати реальність, констатувати положення справ за допомогою таких пропозицій.
Основи теорії МА було закладено Джоном Остіном у 1955 році. У 1962 його погляди знайшли своє втілення в посмертно виданій книзі «How to do things with words» («Слово як дія»). Ідеї Остіна розвивали філософи-аналітики, логіки та прагматики Джон Серль, П. Строссон, Г.-П. Грайс, Дж. Ліч, Д. Шпербер, лінгвісти Анна Вєжбіцька, М. Нікітін та ін.

### Складові мовленнєвого акту
До структури мовленнєвого акту відносять локуцію, іллокуцію та перлокуцію.
- Локуція (англ. locution — мовний зворот) (локутивний акт) — побудова фонетично і граматично правильного висловлювання певної мови з певним смислом і референцією. Іншими словами, це акт «говоріння», вимовляння.

- Іллокуція (il — префікс, який має посилювальне значення, і анг. locution — мовний зворот) (іллокутивний акт) — втілення у висловлюванні, породжуваному в процесі мовленнєвого акту, певної комунікативної інтенції, комунікативної мети, що надає висловлюванню конкретної спрямованості.

- Перлокуція (лат. per префікс, який має посилювальне значення, і анг. locution — мовний зворот) (перлокутивний акт) — наслідки впливу іллокутивного акту на конкретного адресата чи аудиторію.

Таким чином, головним нововведенням охарактеризованої вище трирівневої схеми аналізу мовної дії, запропонованої англійським філософом і логіком Дж. Остіном, є поняття іллокутивного акту і відповідне йому семантичне поняття іллокутивної функції (сили), оскільки вони відображають такі аспекти акту мови і змісту висловлювання, які не отримали адекватного опису ні в традиційній лінгвістиці, ні в класичній риториці. Природно, що саме цьому аспекту мовного акту в теорії мовних актів приділяється основна увага.

### Класифікація мовленнєвих актів
Іллокутивні акти розрізняються між собою не тільки своєю метою, але і рядом інших ознак. Однією із поширених класифікацій МА є класифікація Дж. Серля, створена в 60-ті роки ХХ ст.
У своїй статті «Класифікація іллокутивних актів» він визначив найважливіші лінгвістично значущі параметри, за якими розрізняються іллокутивні акти, а значить і МА. Дж. Серль виокремлює п'ять типів МА:
- Репрезентативи, або асертиви. Зобов'язують мовця нести відповідальність за істинність висловлювання.
- Директиви. Змушують адресата зробити дещо.
- Комісиви. Зобов'язують виконати певні дії у майбутньому або дотримуватися певної лінії поведінки.
- Експресиви. Виражають психологічний стан мовця, характеризують міру його відвертості.
- Декларативи. Встановлюють відповідність між пропозиційним змістом висловлювання та реальністю.

В рамках п'яти основних іллокутивних класів мовні акти розрізняються рядом додаткових параметрів:
- співвідношення мовного акту з попереднім текстом;
- співвідношення соціальних статусів коммунікантів (наприклад, наказ і вимога суть директиви, але при наказі статус того, хто говорить повинен бути вище ніж статус того, хто слухає, а при вимозі це не обов'язково);
- спосіб зв'язку мовного акту з інтересами того, хто говорить і того, хто слухає;
- ступінь інтенсивності представлення іллокутивної мети (так, прохання і благання, рівно що є директивами, відрізняються один від одного перш за все цим параметром).

Непря́мий мовленнє́вий акт, непряма мова — стиль мови, мовлення, усне висловлювання, вираз, речення, мовленнєва дія, мовленнєвий акт адресанта (автора), смисл якої виводиться не буквально, а з опертям на підтекст, прихований зміст, імплікатури дискурсу.
Типові приклади непрямих мовленнєвих актів:
- «Ви не змогли б зачинити двері?» — комунікативний смисл «зачиніть двері»
- «Чи можу попросити вас передати мені сіль?» — комунікативний смисл «прошу передати мені сіль»
- «Ти не даси мені свій конспект?» — комунікативний смисл «дай мені свій конспект»

Отже, комунікативний смисл непрямих мовленнєвих актів виводиться не із змісту (значення) пропозиції, а із засобів мовленнєвого коду, вжитих у конкретній конституції, з конкретними мовцями, конкретною тематикою спілкування.
Ефективність комунікативного акту залежить від осіб адресата і адресанта. Саме мовець визначає, яким буде мовленнєвий акт: перформативним чи констативним, прямим чи непрямим. Від адресата, у свою чергу, залежить те, чи зможе він інтерпретувати цей мовленнєвий акт як перформативний чи констативний, прямий чи непрямий і відповідно відреагувати реплікою в діалозі або конкретним не мовленнєвим вчинком.

## Приклад
Ззвертаючись до сусіда за столом, адресант каже: «Ви не змогли б передати мені сіль?» Цей мовленнєвий акт є непрямим тому, що у формі запитання мовець сформулював прохання «передайте, будь ласка, сіль». Але адресат, якщо він є носієм конкретної мови і культури, володіє достатнім рівнем комунікативної компетенції, правильно проінтерпретує це повідомлення і передасть сіль. Неправильна інтерпретація можлива у разі орієнтації лише на структуру пропозиції.
Відповідь: «Так, можу», але відсутність відповідної дії (передача солі тому, хто просить). У випадках правильної інтерпретації мовець орієнтується не на конвенції мови, де домінують логічні імплікації, а на конвенції спілкування, де домінують імплікатури дискурсу. Тобто адресат «висновує» потрібний зміст, спираючись на комунікативну, а не на мовну компетенцію.
Імплікація стосовно комунікативних аспектів мови спрацьовує не строго; йдеться про «висовування» адресатом іллокутивного змісту повідомлень у їх «прямому» вживанні, у межах прямих мовленнєвих актів.
Однак часто спостерігаються випадки непрямого вживання повідомлень мовленнєвих актів, де такі імплікації не чинні або «не спрацьовують». Адресат спирається на якісь інші закономірності вияву іллокутивного змісту мовленевого акту. Саме Г.-П. Грайс назвав імплікатурами мовленнєвого спілкування, або імплікатурами дискурсу.
Імплікатури мовленнєвого спілкування — прагматичні компоненти змісту повідомлень, мовленнєвих жанрів, дискурсів, які виводяться адресатом з контексту спілкування завдяки знанню комунікативних принципів, максим, постулатів та конвенцій спілкування. Іншими словами, імплікатури дискурсу породжуються не структурою мовного коду, а виникають із загальних умов успішності комунікації.
Значна кількість МА може бути інтерпретована адресатом лише на основі імплікатур дискурсу. Наприклад, висловлювання Життя є життя чи Закон є закон порушують максиму Г.-П. Грайса «будь інформативним», оскільки вони формально тавтологічні. Спираючись на принцип кооперативного спілкування, адресат сприймає їх не як тавтологічні, а інформативні, «вичитавши» в цих висловлюваннях імплікатури «життя завжди складне і його треба сприймати таким, яким воно є» та «закон потрібно виконувати». Йдеться про непрямий мовленнєвий акт.
Однак, як зазначає Дж. Серль, орієнтація адресата лише на пропозиційний зміст МА не завжди дає змогу пізнати адекватний намірам адресанта комунікативний смисл. Так, висловлювання Я не можу зачинити двері може бути носієм мовленнєвих актів з різним пропорційним змістом: повідомлення, попередження, докору, прохання, заперечення та ін.
І навпаки, висловлювання Ви мені заважаєте не може бути носієм мовленнєвих актів з пропозиційним змістом доручення, питаня, дозволу, передбачення, вибачення, благословення та ін. Тобто пропозиційний зміст лише задає висловлюванню комунікативний напрям; «вичитування» ж адресатом справжнього комунікативного наміру адресанта відбувається з опертям на імплікатури дискурсу конкретного повідомлення.
Імплікатурам дискуру властиві такі особливості:
- мовні одиниці в комунікації можуть бути носіями різних значень;
- зміщення цих значень стосовно одних і тих самих мовленнєвих актів регулярні;
- зміщення, пов'язані з різними типами пропозитивних установок і модальностей (можливість, бажання, необхідність, причинність тощо);
- мовні засоби в непрямих мовленнєвих актах часто конвенціоналізуються, стають прагматичними кліше (наприклад, за питанням іде прохання: «Ви не скажете, котра година?»);
- мовні засоби непрямих мовленнєвих актів «відсилають» до сфери немовних знань учасників комунікації (пресупозицій, знань принципів спілкування, ознак успішності комунікації);
- мовні одиниці непрямих мовленнєві акти ніби свідчать про «порушення» мовцем одного чи кількох постулатів комунікативного кодексу та ін.

Загалом непрямий мовленнєвий акт «розпізнається» у межах конкретного комунікативного акту з урахуванням усіх без винятку його складових. Особливе значення при цьому має рівень комунікативної компетенції учасників спілкування, контекст і ситуація, у межах яких це спілкування відбувається.

## Теорія Дж. Серля непрямого мовленнєвого акту
Серль ввів поняття непрямого мовленнєвого акту, що в його розумінні більш конкретно ніж поняття іллокуції. Застосовуючи концепцію таких іллокутивних актів, згідно з якими вони діють спілкуючись з аудиторією, він описує непрямі мовні акти наступним чином: У непрямому мовленнєвому акті промовець повідомляє слухача більше, ніж він насправді говорить спираючись на інформацію якою вони взаємно обмінялись. Тому цей процес потребує аналізу довідкової інформації про розмову, раціональність і мовних конвенцій.
У праці про непрямий мовленнєвий акт Серль намагається пояснити, що промовець може говорити про одне, але мати на увазі зовсім інше. Судячи з праці автора можна зробити висновок, що слухач в будь-якому випадку зможе з'ясувати про що промовець веде мову.

## Аналіз за теорією Серля
Для того, щоб узагальнити цей ескіз непрямим запитом, Серль запропонував програму для аналізу непрямих мовленнєвих актів.
Крок 1: Зрозуміти факти розмови.
Крок 2: Припустити співпрацю та релевантність від імені учасників.
Крок 3: Створити фактичну довідкову інформацію стосовно розмови.
Крок 4: Зробити припущення про розмову засновані на кроках 1-3.
Крок 5: Якщо кроки 1-4 не дають логічного змісту, то відповідно є дві робочі іллокутівні сили
Крок 6: Припустимо, слухач має можливість виконати пропозицію промовця. Запитання, яке задасть промовець повинно бути змістовним. Наприклад, слухач має можливість передати певний предмет спікеру, але не має цієї можливості під час розмови по телефоні.
Крок 7: Зробити висновки із кроків 1-6 відносно можливих первинних іллокуцій
Крок 8: Використовувати довідкову інформацію для встановлення первинної іллокуції

## Протягом розвитку мови
Дор (1975) припустив, що дитячі висловлювання були реалізацією одного з дев'яти примітивних мовленнєвих актів:
1. Маркування
2. Повторювання
3. Відповіді на питання
4. Запит(дія)
5. Запит (відповідь)
6. Кликання
7. Вітання
8. Протест
9. Практикування

## МА в комп'ютерних науках
Були розроблені моделі обчислювальних мовленнєвих актів людини з комп'ютером. Теорія мовного акту була використана для моделювання розмови автоматизованої класифікації та пошуку. Інший високий вплив мовленнєвих актів був у праці «Дійові бесіди», розробленою Т. Виноградом і Ф. Флоресом в їхньому тексті «Сприймання комп'ютера та його пізнання: новий фундамент для дизайну». Ймовірно, найбільш важливою частиною їх аналізу лежить в діаграмі переходів станів, в основі чого лежать мовленнєві акти, які намагаються координувати один з одним(незалежно чи це: людина-людина, людина-комп'ютер чи комп'ютер-комп'ютер. Ключовою частиною цього аналізу є твердження, що одним з аспектів соціального домену — відстеження іллокутивного статусу угоди дуже легко присвоєно комп'ютерному процесу, що залежить від того чи має комп'ютер здатність для адекватного відображення реального питання. Таким чином комп'ютер має корисну здатність моделювати стан поточної соціальної реальності незалежної від будь-якої зовнішньої реальності, в якій можуть бути застосовані соціальні претензії. Цей вид угоди мовленнєвих актів має значні застосування в багатьох областях, в яких (люди) фізичні особи мали різні ролі, наприклад пацієнт і лікар домовились про зустріч, в якій пацієнт робить запит на лікування, в результаті чого лікар відповідає пропозицією за участю лікування і пацієнт під час тривалого лікування почувається значно краще. Аналогічно в праці «Дійові бесіди» можна описати ситуацію, в якій зовнішній спостерігач наприклад, на комп'ютері можна вистежити іллокутивний стан переговорів між пацієнтом та лікарем, навіть при відсутності адекватної моделі хвороби або пропонованих процедур. Ключовий момент в тому, що діаграма переходу станів представляє соціальні переговори двох сторін, які беруть участь набагато простіше, ніж будь-яка інша модель, коротше система відстеження статусу «Дійові бесіди» не повинна мати справу з моделюванням зовнішнього світу, а залежати від певних стереотипних тверджень про статус світу зробленим двома сторонами. Таким чином «Дійові бесіди» можуть легко відслідковуватись і сприяти пристрою, практично без здатності моделювати обставини в реальному світі крім претензій конкретних агентів про домен.